# RAW画像
RAW画像（ローがぞう、英: Raw image format）は、デジタルカメラなどにおける完成状態にされていない画像データのことである。英語でRawは「生」「未加工」を意味するものの、未加工ではない画像データをRAW画像と称していることもあり注意を要する。
かつてはいわゆるベタ画像のことを指すこともあったが、2000年代に入ってからはデジタルカメラやイメージスキャナ等における「未現像」データのことを指す場合が多い。

## 概要
デジタル一眼レフカメラやミラーレス一眼カメラ、コンパクトデジタルカメラ、一部のスマートフォンなどのデジタルカメラで記録可能な画像形式。デジタルカメラでは一般的に「写真」としてJPEG画像を生成するが、RAW画像はJPEG画像を生成する元となる「生」の画像データである。ある程度の写真知識がある（プロフェッショナル、ハイアマチュアなど）ユーザーが、露出、コントラスト、ホワイトバランス、カラーバランス、明度、彩度などの補正や加工、ノイズや歪曲など除去をパソコン上で思い通りに行ないたいという要望に応え、カメラメーカーが用意している機能のひとつ。加工と鑑賞にはRAW対応のソフトウェアが必要になる。近年はRAWに対応するソフトウェアが増えている。カメラメーカーによって記録データの内部形式がまちまちである事、およびデータ量が多くなることから、そのままでは印刷データや、不特定多数に向けた配布、鑑賞には適さない。
デジタルカメラ登場時には、本体の処理能力が劣っていたためカメラ独自のRAW画像で記録され、パソコン側でカメラ付属ソフトウェアを使いJPEGやTIFFなどのオープンな形式に変換していた。

## 解説

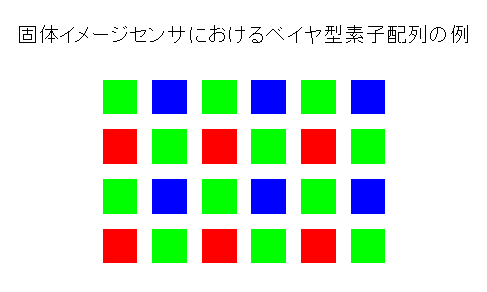
一般的な原色フィルターであるベイヤーフィルターを適用したCCDの画素配置

RAW画像は原則的にカメラの撮像素子から得られた無加工のセンサデータを保持する。撮像素子のピクセルは一般的な画像フォーマットのピクセルとは異なる配列になっている。例えば、下記のベイヤ配列が典型的である。多くのデジタルカメラで採用されている単板式カラーCCD・CMOSイメージセンサでは各画素が単色の色情報しか持たない。したがって、デジタルカメラは撮影時に各画素に対してその周辺画素から足りない色情報を集め与えることで色情報を補完し、フルカラー画像を作り出す「デモザイク」 (de-mosaic) 処理を行っている。多くのデジタルカメラではデモザイクに並行して色や明るさのトーン等を自動レタッチする画像加工を行い、完成した画像をJPEGやTIFFなどの汎用画像フォーマットで保存する。
しかし、デモザイクや自動レタッチ処理の精度は完成画像の画質に大きな影響を及ぼすほか、現像後(後述)はホワイトバランス（色温度）などが固定されてしまうため容易に修正ができない。また、最終保存に使われるJPEGフォーマットは通常非可逆圧縮であり、水平方向の色情報の間引きも行っているため元データと比較すると原理的に画質劣化が避けられない。さらに、これらフォーマットの色深度は通常各色8ビット（合計24ビット）しかないため、通常12ビット～14ビットの精度があるイメージセンサから受け取った情報を大幅に切り捨てるほかなく、撮影後の露出（画像の明暗や輝度）調整が困難になる。
このような事情から、通常の画像フォーマットで保存されたデータでは大胆なレタッチをしようとすればするほど画質低下が際立ち、作品作りの自由度がそがれているとしてプロ写真家などからは大きな不満の声が上がっていた。このため、デジタル一眼レフカメラなど高機能カメラを中心に、デモザイク前の生データ、すなわちRAWデータをそのままファイル保存する機能を持つものが増え始め、2015年現在ではほぼ全てのレンズ交換式カメラやコンパクトデジタルカメラ、一部のスマートフォンにも搭載されている。RAWデータは一部のメーカーを除き、無圧縮か可逆圧縮であるためJPEGと比較すると非常に大きなファイルサイズになるが、各画素に1つの色情報しか持たない特性上、TIFF（各色8ビット）と比較するとその半分以下で済む。
RAW画像は専用に設計された現像ソフト（RAW現像ソフトウェア、英: RAW converter）によって自由に調整・出力が可能で、この処理をフィルムになぞらえて「現像」と呼ぶが、実質的にはデジタルデータの加工であり、本来の現像とは異なる。RAW画像のデータフォーマットは各メーカー・各機種によって違うため、現像にはそれぞれの対応ソフトウェアを用意する必要がある。通常はカメラメーカーが自社製の現像ソフトウェアを添付したり、カメラ本体で再処理する機能（カメラ内現像）を用意しているほか、いくつかのソフトウェア・メーカーからも数多くの機種に対応した現像ソフトウェアが発売・頒布されている。またオープンソースソフトウェアの中にもRAW画像に対応するものがある。現像ソフトウェアの採用するアルゴリズムによって現像された画像の画質傾向が大きく変化する。
上記の通り、A/D変換直後の信号情報を保存するのがRAW画像の原則であるから、撮影時のカメラの画質パラメータ(スタンダード、ビビッドといったスタイル、及びホワイトバランス)は数値上の影響をいっさい及ぼさない。
2005年にはRAWフォーマットの互換性向上を目的としてアドビシステムズ（現アドビ）がDigital Negative (DNG) フォーマットを提唱したが、カメラメーカー側の採用は進んでいない。
一方、マイクロソフトは「Windows Vista」以上のバージョン用に主要カメラメーカーのRAW現像アルゴリズムを組み込むための、カメラコーデックパックを別途インストールすることによりOS標準で利用できるようになる。
また、マイクロソフトは2006年にJPEGの代替を目的としたHD Photoフォーマットを発表(後にJPEG XRとして規格化)しており、このフォーマットが普及すればJPEG保存における問題点の数多くが解決されるため、RAWとJPEGの間に横たわる隙間を埋めるフォーマットとしても注目されている。
また、OpenRAWプロジェクトは、互換性のないRAWフォーマット画像の標準化のため、カメラメーカーに自社フォーマットの仕様を完全公開するように働きかけている。

### 利点
ほぼ全てのデジタルカメラは、写真を撮影する前に設定したホワイトバランス、彩度、コントラスト、シャープネスなどを用いてJPEGファイルに変換される。RAW画像を撮影できるカメラは、それらの設定をRAW画像に出力するが、実際の計算はパソコンで行われる。このため、RAW画像はカメラで行われる処理に追加して、さらに処理を行うために使われることを意図されている。しかしながら、RAW画像はJPEGに対して以下のような多くの利点がある。
- JPEGよりもより多くの階調を持つ - RAW画像は12または14ビット（4096–16384階調）の光の強度情報を各チャンネルごとに持つ。対してJPEGはガンマ補正 (非線型化) された8ビットである（256階調）。256階調だけではカラーバンディング（英語版）が起こるため、それを誤魔化すためにディザリング処理が行われているものの、ディザリング処理されている画像は編集や解析がしにくくなる。
- 任意の色空間で出力ができる - 多くのカメラでは古いディスプレイ向けのsRGBと印刷向けのAdobe RGBしか選択できないが、映画ではDCI-P3が、UHDTVではRec.2020（英語版）が使われている。
- 通常のJPEGよりも広いダイナミックレンジを持つ - カメラではダイナミックレンジが約15段のものも登場している[2]が、RAW画像では広いダイナミックレンジを保持することができる。一方JPEGは色空間によって制限が存在する。例えばsRGBの基準ではホワイトポイント輝度が80 nit (cd/m2)、ブラックポイント輝度が0.2 nit (cd/m2)となっており[3]、表示のダイナミックレンジは約8.6段となっている[note 1]。Adobe RGBの基準では前者が160 nit、後者が0.5557 nitとなっており[4]、表示のダイナミックレンジは約8.2段となっている[note 2]。トーンマッピング（英語版）等により広いダイナミックレンジをJPEGへと詰め込むことも行われているが、元の明るさが再現できるとは限らず編集などで問題となる。JPEGを拡張してHDRに対応させた新規格のJPEG XT（英語版） Part 2 (JPEG-HDR) やJPEG XT Part 7も登場しているが、普及しているとは言い難い。
- より高画質に出力できる - 現像時の全ての計算（ガンマ補正、デモザイク、ホワイトバランス、階調補正、コントラストなど）を元のデータから一度に行うため、色調補正（カラーコレクション）しても出力の画素値が正確になり、粗階調化を引き起こしづらくなる。
- カメラ内の不要な処理を迂回できる - シャープ化やノイズ除去などの画像処理を避けることができ、意図通りの出力を得ることができる。
- 高画質で保存できる - JPEGは多くの場合、色度情報が間引き (クロマサブサンプリング) され、非可逆圧縮で保存される。含まれる圧縮ノイズは画像編集や画像解析などで問題を引き起こす。RAW画像はほとんどの場合、データを損なわず保存される。
- 緻密な画像制御ができる - RAW現像ソフトウェアでは、カメラよりも多くのパラメーターを変更することができる。例えば、ホワイトバランスでは、カメラ内にプリセットされた「太陽光」や「曇天」だけではなく、どんな値にでも設定できる。また、カメラでは設定できないデモザイクアルゴリズムなどを選ぶことができる現像ソフトもある。
- 一枚の写真から複数の画像を出力できる - 現像時のパラメーターを変更して現像しても、元のRAW画像のデータは変化しないため、様々な変化をつけた画像を出力することができる。

### 欠点
- ファイルサイズが大きい - RAW画像のファイルサイズはJPEGの2ないし6倍程度である。このため、メモリーカードに保存できる枚数が減る。また、連写が遅くなったり、短くなったりするカメラもある。
- メーカーにより品質が低いものがある - ほとんどのRAW画像は画質を損なわないために非圧縮か可逆圧縮で保存されている。しかし、一部のものは、量子化の際に非可逆圧縮が行われていたり[5]、フィルタがかかっている[6]。例えば、ソニーのRAW画像は、14ビット出力と明記されているものであっても、実際には11ビット（2048階調）の階調数であり、ほとんどの画素は7ビット（128階調）の差分で保存されているため、現像時の設定によって大きな粗階調化を引き起こす[5]。
- 多くのファイルは標準化されていない形式である - 標準化されたRAW画像フォーマット（ISO 12234-2, TIFF/EPやDNG）はあまり使われておらず、ベンダー独自のRAW画像形式が使われている。ベンダー独自の形式でも処理可能な画像編集ソフトウェアは増えており、またLibRaw（英語版）などのオープンソースのRAW画像処理ライブラリやOpenImageIO（英語版）などのLibRawをバックエンドとしてRAW画像読み込みに対応するライブラリも登場しているものの、新機種への対応に時間がかかったり、RAW画像を表示できないソフトが残っていたりなどがある。

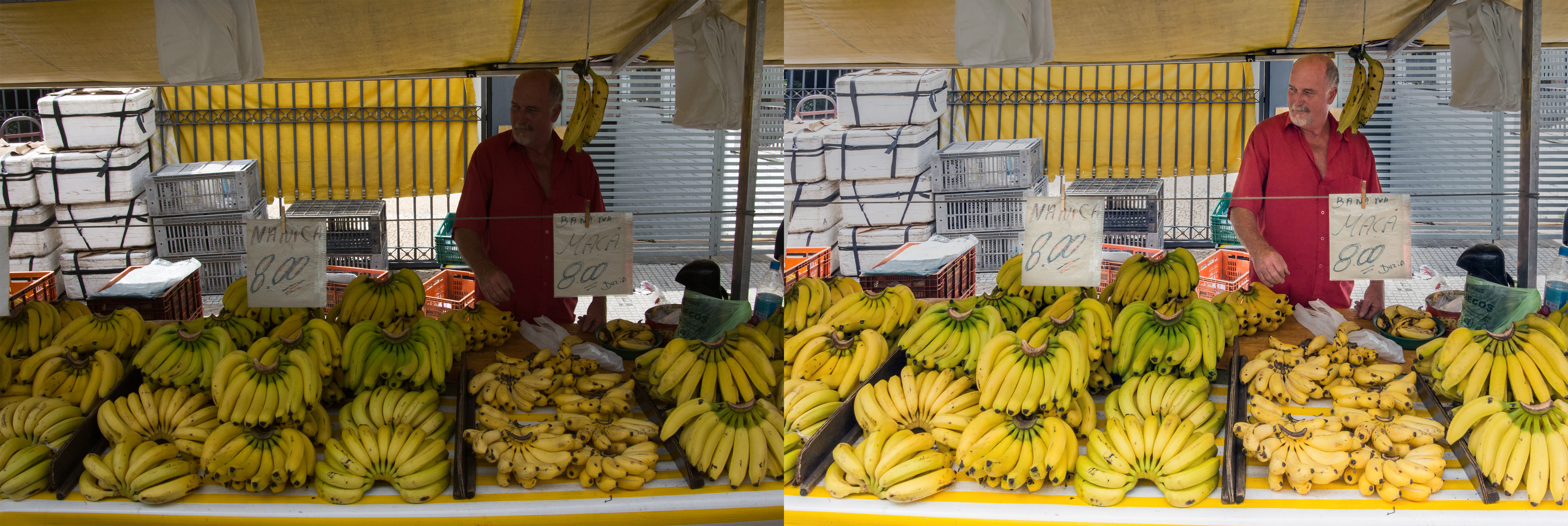
RAW画像をそのままJPEGに現像したもの（左）と、ハイライトとシャドウを補正して現像したもの（右）。RAWファイルからは、元の画像を変更せずに、調子を補正したJPEG画像を現像できる。

## カラープロファイル
RAW画像は撮像素子の出力をそのまま記録しているため、RAW画像の色空間は、カメラの撮像素子の分光感度曲線やレンズ特性、撮影時の光源のスペクトルによって異なるものとなっている。色空間を表したものとしてカラープロファイルが存在し、RAW画像用のカラープロファイルとして、以下の形式が使われている。
- DNGカラープロファイル (*.dcp) - アドビ製ソフトウェアで使われている形式[8]。複数の標準光源 (A光源(2850Kタングステン電球)、D50常用光源、D65常用光源など) で調べた色空間データを含むことができる。多くの機種のDCPプロファイルがAdobe DNG Converterと共に無料頒布されている。アドビ以外のソフトウェアでは、オープンソースのRawTherapeeがDCPプロファイルに対応している[9]。
- ICCプロファイル (*.icc, *.icm) - カラープロファイルの標準形式。v2とv4が存在する。様々な機種のICCプロファイルがAdobe DNG Converterと共に無料頒布されている。

dcpからiccへの変換には、コマンドラインツールのdcp2iccが存在する。dcp2iccは、./dcp2icc <ファイル>.dcp <標準光源の色温度> と指定することで、DCPの中の一つのカラープロファイルからICCプロファイルを生成する。
カラープロファイルの作成には、実世界のスペクトル反射特性を反映したカラーチャート (X-RiteのColorCheckerなど)とプロファイル作成ソフトウェア（アドビのDNG Profile Editor、X-RiteのColorChecker Camera Calibration、DatacolorのSpyderCheckr、オープンソースのCoCaなど）が使われている。これらのソフトウェアを使うことでカラーチャートを撮影した画像からカラープロファイルを作成することができる。
またカラーチャートよりも正確なカメラのスペクトラル感度曲線を使ったシステムも登場している:
- camSPECS (カラープロファイルの作成にも対応)
- WETAデジタルのPhysLight (VFX向け[12]、JSON形式のスペクトラル感度曲線データあり)

## レンズプロファイル
- Adobe Lens Profile (*.lcp) - アドビ製ソフトウェアで使われている形式。オープンソースのRawTherapeeもLCP形式に対応している。
- Lensfunのレンズデータベース形式 (*.xml) - オープンソースライブラリのLensfunで使われているレンズデータベース形式。多くのRAW現像ソフトウェアがLensfunライブラリを使用している。

## RAW現像プロセス

### デモザイク前の補正
多くのソフトウェアは、デモザイク前に、レンズキャスト・ゴミ・周辺減光を除去するためのフラットフィールド補正 (レンズキャスト補正、シェーディング補正)を行うことが可能 (RawTherapee、CaptureOne、Adobe DNG Flat Field plug-inなど)。一部のソフトウェアでは、暗電流ノイズを除去するためのダーク補正(Dark-frame subtraction) にも対応している(RawTherapeeなど)。
また、現代的なRAW現像ソフトウェアでは、デモザイクの前に色収差補正を行うことができる (Photo Ninja、RawTherapeeなど)。
デモザイクの前のノイズ除去方式として、ウェーブレットデノイズ、FBDD、機械学習ベースの手法などが存在する。
デモザイク前にHDR合成を行うことができるソフトウェアも存在する (HDRMergeなど)。

### デモザイク
RAW画像はカメラによって異なるRGB配列の画素を持っている (BGGRベイヤー配列、RGGBベイヤー配列、GBRGベイヤー配列、GRBGベイヤー配列、FujifilmのX-Trans、RGBW配列など)。デモザイクが不要なRAW画像もある (シグマのFoveon、多板方式のCCDカメラなど)。またカメラによって、RAW画像は原色 (RGB) の画素ではなく、補色 (CMYG) の画素を持っていることもある (補色CCD)。
特殊な配列の画像はそのままでは画像処理しにくいため、解像度を保ち偽色を防ぎながら一般的なRGB配列に変換する必要がある。デモザイクには、モアレに強い方式（AMaZEなど）や、ノイズに強い方式（IGVやLMMSEなど）、機械学習を用いたデモザイク法 (Adobe Lightroom/Adobe Camera Rawのディテールの強化、demosaicnetなど) が存在する。また、デモザイクと超解像度を同時に行う機械学習ベースの方法も開発されている。
使用するRAW現像ソフトウェアとカメラのRGB配列の組み合わせによって、使用できるデモザイクの方式が異なっている。
なおベイヤー配列のカメラにおいても撮影時に手ブレ補正機構によるピクセルシフト撮影を行うことで、動かない部分のデモザイクが現像時に不要となる（オリンパスのHi-Res Shot、PENTAXのPixel Shift Resolution、ソニーのピクセルシフトマルチ撮影 (*.ARQ) など）。RAW画像内に動きが含まれている場合は、その部分だけデモザイク等の処理を行うこととなる。

### ノイズ削減 (NR)
ノイズには、ポアソン分布のフォトンショットノイズ (ショット雑音)と、ガウス分布の暗電流ノイズや読み出しノイズ、一様分布に近い量子化ノイズ (量子化誤差)が存在する。ノイズの特性はカメラ及びISO感度ごとに異なるため、それぞれのノイズプロファイルの用意されているソフトウェアが存在する (Darktableなど)。
暗電流ノイズはダークフレーム減算によっても補正することができる。

### ハイライト復元
ハイライト復元 (ハイライト再構築) を使うことで、クリップ(頭打ち)していないチャンネルの情報のみを使って、クリップ(頭打ち)したチャンネルの情報を越えて、輝度を復元できる。また、クリップ(頭打ち)したチャンネルの色を復元することも可能 (RawTherapeeのColor Propagationなど)。

### 色空間の変換
モニターへの表示(モニター色空間を持つ)や、共通の表示色空間(sRGBやAdobe RGBなど)での保存のために、画像の色変換が行われている。色変換では、変換元の色空間プロファイルと変換先の色空間プロファイルを、プロファイル接続空間（PCS)により接続する必要がある。プロファイル接続空間には主に、ISO 3664 P2観視条件(ホワイトポイントD50、照度500lx、サラウンド反射率20%)の、CIE XYZ色空間とCIELAB色空間(LUT用)が使われている。ただしCIELAB色空間には色相の非線形性が存在するため、新たにJzazbz色空間がハイダイナミックレンジ (HDR) 画像向けプロファイル接続空間として提案されている。
色空間の変換には、マトリクス、1D-LUT (一次元ルックアップテーブル)、3D-LUTなどの方式が存在し、それぞれ特性が異なっている。
マトリクス方式では、ホワイトポイントの変換方法として、単純なXYZスケーリング方式の他に、LMS色空間を考慮した単純な変換方式と、それに加えて複雑な色順応も考慮した変換方式が存在する。LMS色空間を考慮した単純な変換方式には、古くから使われるBradford変換や、CIELABに最適化したCAT02変換が存在する。また、複雑な色順応を考慮した変換方式には、Bradford変換を利用したCIECAM97や、CAT02変換を利用したCIECAM02、CIECAM02を改良したCAM16、CAM16を改良したHellwig 2022（映画等で使われる色符号化システム「ACES 2.0」で採用予定）などが存在する。
LUTでは、メモリ使用量の関係から実データよりも荒いテーブルが使われているため、様々な方法により補間が行われている。 LUTでは、PCSを仲介しないで直接変換することも行われている。
使用するRAW現像ソフトウェアと使用するカラープロファイルの対応具合によって、使用できる色変換方式が異なっている。
なお画像圧縮では表示色空間からYUV/YCbCrやICtCpなどの圧縮に向く色空間へと変換される。

### 露光融合とHDR結合
一部のカメラは、二つの異なる露光量を含むRAW画像(Dual ISO RAW)の撮影が可能であり、それによって更に広いダイナミックレンジの撮影が可能となっている (Canon製カメラ+Magic lanternファームウェアなど)。また、一部のカメラは、RAW画像の露光ブラケット撮影 (露光量を変えながらの連続撮影) に対応している。
複数の露光量のRAW画像を一枚へと合成するために、狭いダイナミックレンジで合成処理を行う露光融合 という手法 (Enfuse、Darktable、Photomatix Proなどが対応) と、広いダイナミックレンジで合成処理を行うHDR結合 (HDR merge)という手法 (Lightroom/Lightroom mobile、Nik Collection by DxOのHDR Efex Pro、Photomatix Pro、Aurora HDR、Magic lantern用のcr2hdrなどが対応) が存在する。複数枚の画像の合成は動きによってゴーストが発生する可能性があるため、機械学習による高度な合成アルゴリズムが開発されている (HDR-Transformerなど)。
HDR結合を行った場合は出力がHDR画像となるため、LDR画像へと変換する際にトーンマッピングが必要となる。ただし最近はHDRディスプレイが登場し、知覚的なHDRに対応するHEIF形式やAVIF形式、JPEG XL形式などの画像形式も登場している。また、HDR結合した画像を3DCGの画像ベースライティング (IBL)で使用する場合には、画像を光源として扱うために太陽光の強さなどを保存する必要があり、HDR画像のまま出力することが行われている。IBLにおけるHDR画像形式では、OpenEXR形式が望ましいものの、Radiance HDR形式も互換性目的で使われている。

## 主なRAW現像ソフトウェア
最近のOSは標準で多くのRAW画像形式の簡易現像ソフトウェアを搭載している (macOS/OS X Yosemite以降のPhotos、Windows 10以降の「フォト」など)。

### カメラメーカー純正ソフトウェア
- Digital Photo Professional（キヤノン）
- NX Studio（ニコン）
- FUJIFILM X RAW STUDIO（富士フイルム） - USBケーブルでカメラを接続し、カメラ本体の画像処理エンジンで現像を行うのが特徴。一部に非対応の機種がある。
- Imaging Edge Desktop（ソニー） - Image Data Converterの後継。
- ViewNX-i（ニコン）
- Capture NX-D（ニコン）
- OM Workspace（OMデジタルソリューションズ） - OLYMPUS Viewerの後継。以前のオリンパス製品にも対応。
- Digital Camera Utility（リコーイメージング、PENTAX）
- SIGMA Photo Pro（シグマ）
- PHOTOfunSTUDIO（パナソニック）
- Capture One（Phase One、日本語対応） - デジタルバック「Phase One」シリーズ用現像ソフト[note 3]。現在のバージョンでは他社製デジタルカメラのRAW画像も現像できるなど汎用ソフトとしての性格も併せ持つ。
- Phocus（Hasselblad） - アップルコンピュータOSのみ

#### 更新停止中
- Capture NX 2（ニコン） - 別売
- DiMAGE Master（コニカミノルタ） - 別売
- Mamiya Digital PhotoStudio（マミヤ）（Phase One、日本語版発売元：DNPフォトイメージングジャパン） - 2007年にフェーズワンと業務提携を締結し、デジタル分野における業務を全てフェーズワン社へ移管した。2015年にPhase Oneがマミヤ・デジタル・イメージングを買収した[41]。
- KODAK EASYSHARE Software（コダック）
- PENTAX PHOTO Laboratory（リコーイメージング、PENTAX） - バージョン3ではSILKYPIX (後述) のエンジンを使用していた[42]。
- OLYMPUS Viewer（オリンパス）
- Image Data Converter（ソニー）

### サードパーティー製汎用ソフトウェア
- Adobe Photoshop（アドビ）
- Adobe Lightroom/Adobe Lightroom Classic（アドビ）- RAW画像同士のHDR結合にも対応している。
- Adobe Camera Raw（アドビ）
- Capture One（フェーズワン、日本語対応） - デジタルバック「Phase One」シリーズ用現像ソフト。
- Corel Paint Shop Pro（コーレル）
- SILKYPIX（市川ソフトラボラトリー） - 記憶色志向の派手な絵作りが特徴的。
- DxO PhotoLab（DxO Labs、日本語版発売元：ソフトウェア・トゥー） - 旧DxO Optics Pro。
- ACDSee Photo Studio（ACD Systems、日本語版発売元：イーフロンティア） - 旧ACDSee。
- Zoner Photo Studio（ゾナー）
- PhotoDirector （CyberLink）
- Luminar/Photolemur (Skylum (旧MacPhun)←Photolemur[43])
- Affinity Photo (Serif (Europe)（英語版）) - RAW画像編集にも対応する画像編集ソフトウェア。
- Imerge Pro (FXホーム) - RAW画像に対応する画像合成ソフトウェア

#### モバイル向け
- Snapseed (Google) - Android用。2.1でRAW画像の編集に対応した。
- Adobe Lightroom mobile（アドビ）- iPhone、iPad及びAndroid用。RAW画像の撮影・現像に対応している[44]。2017年には、露光ブラケットおよびHDR結合によるRAW画像でのHDR撮影にも対応した[36]。
- RawDroid (RcketScientist) - Android用。
- Raw Decoder (TS Systems) - Android用。

#### 開発停止中
- Pixmantec RawShooter（Pixmantec） - 2006年にアドビが買収し、Lightroomへ機能統合する計画を発表している。
- ArcSoft Digital Darkroom（ArcSoft、日本語版発売元：ジャングル） - 過去にはArcSoft MediaImpressionやArcSoft PhotoImpression、ArcSoft PhotoStudioなども存在した。
- Aperture（Apple）- OS X専用。開発終了[45]。
- iPhoto（アップル）- Mac OS X専用。Ver.5より対応。開発終了[45]。
- Picasa (Google) - 2016年、開発停止を発表[46]。

### オープンソースソフトウェア

#### GUI
- RawTherapee（英語版）（Gábor Horváth及び開発チーム） - オープンソース。無償で利用でき日本語にも対応している。Windows、macOS、Linuxに対応。ICCプロファイルだけでなく、DNGカラープロファイル (DCP) にも対応している。
- LightZone (Light Crafts) - オープンソース。ゾーンシステムを現像・画像処理に応用。JavaベースであるためWindowsとmacOS以外にLinuxにも対応。
- Darktable - オープンソース。Linux、macOSに対応。非公式のWindows版もある。カメラの対応状況はまちまちだが、プリセットの追加方法が用意されている[47]。

#### コマンドライン
- dcraw（英語版） (Dave Coffin) - フリーのコマンドライン式ソフトウェア。これをベースにしたGIMP用プラグイン「UFRaw」がある。
- ImageMagick - フリーのコマンドライン式ソフトウェア。RAW形式の読み込みにも対応している。

## 主なRAW画像プレビュー表示/管理ソフトウェア
最近のOSは標準で多くのRAW画像形式のサムネイル表示に対応している (macOS及びiOS、Windows 10以降など)。
- gnome-raw-thumbnailer - GNOME用。
- XnView - RAW画像の表示に対応している。
- digiKam - RAW画像の表示に対応している。
- Adobe Bridge

## 主なRAW対応の画像保管サービス
- Adobe Revel - アドビの月額払いで容量無制限な画像保管サービス。RAW画像に対応していた。2016年サービス終了。
- Amazon Cloud Drive - Amazonのファイル保管サービス。RAW画像の容量無制限な保管に対応している[49]。2023年サービス終了。
- Amazon Photos - Amazon Cloud Driveの事実上の後継。5GB無料。プライム会員は無制限のフォトストレージが利用可能。[50][51]